# Субась (приток Пыссы)
Субась (устар. Судась) — река в России, течёт по территории Удорского района Республики Коми. Левый приток реки Пысса.
Длина реки составляет 50 км.
Исток реки находится в лесной болотной местности на высоте 167 м над уровнем моря. Генеральным направлением течения является юго-восток. В 13 км от устья по левому берегу впадает река Ойсубась.

## Данные водного реестра
По данным государственного водного реестра России относится к Двинско-Печорскому бассейновому округу, водохозяйственный участок реки — Мезень от истока до водомерного поста у деревни Малонисогорская. Речной бассейн реки — Мезень.
Код объекта в государственном водном реестре — 03030000112103000044459.